# Poecilotriccus capitalis
Poecilotriccus capitalis е вид птица от семейство Tyrannidae.

## Разпространение
Видът е разпространен в Бразилия, Еквадор, Колумбия и Перу.